# Altenstadt (Hesse)
Altenstadt é um município da Alemanha, situado no distrito de Wetterau, no estado de Hesse. Tem 30,08 km² de área, e sua população em 2019 foi estimada em 12.226 habitantes.